# Olympische Sommerspiele 1976/Leichtathletik – 110 m Hürden (Männer)
Der 110-Meter-Hürdenlauf der Männer bei den Olympischen Spielen 1976 in Montreal wurde am 26. und 28. Juli 1976 im Olympiastadion Montreal ausgetragen. 24 Athleten nahmen teil.
Olympiasieger wurde der Franzose Guy Drut. Er gewann vor dem Kubaner Alejandro Casañas und dem  US-Amerikaner Willie Davenport.
Thomas Munkelt und Frank Siebeck starteten für die DDR. Siebeck schied im Halbfinale aus, Munkelt kam bis ins Finale und belegte dort Rang fünf.

Läufer aus der Bundesrepublik Deutschland, der Schweiz, Österreich und Liechtenstein nahmen nicht teil.

## Bestehende Rekorde
In den Jahren damals gab es noch ein Nebeneinander zwischen handgestoppten und auf Zehntelsekunden gerundeten elektronisch genommenen Zeiten einerseits sowie rein elektronisch gestoppten auf Hundertstelsekunden gerundeten Zeiten andererseits. Die offiziellen Bestenlisten bestanden aus einer Mischung, in die beide Arten von Zeitmessung gemeinsam eingingen. Auch handgestoppte Zeiten waren damals noch Teil der offiziellen Besten- und Rekordlisten, was sich vor allem auf den kurzen Strecken auswirkte und zu voneinander abweichenden Rekorden führte. Da jedoch die handgestoppten Zeiten aufgrund der Reaktionsverzögerung der Zeitnehmer ca. ein bis zwei Zehntelsekunden besser waren als die elektronisch ermittelten Werte, gab es bald getrennte Auflistungen. Von 1977 an wurden auch offiziell nur noch die elektronischen Zeiten geführt.
Die beiden folgenden Übersichten stellen beide oben beschriebenen Rekordzeiten in getrennten Tabellen dar.
| Rekorde mit elektronischer Zeitnahme            | Rekorde mit elektronischer Zeitnahme | Rekorde mit elektronischer Zeitnahme | Rekorde mit elektronischer Zeitnahme | Rekorde mit elektronischer Zeitnahme |
| ----------------------------------------------- | ------------------------------------ | ------------------------------------ | ------------------------------------ | ------------------------------------ |
| Weltrekord                                      | 13,24 s                              | Rod Milburn ( USA)                   | Finale OS München, BR Deutschland    | 7. September 1972                    |
| Olympischer Rekord                              | 13,24 s                              | Rod Milburn ( USA)                   | Finale OS München, BR Deutschland    | 7. September 1972                    |
|                                                 |                                      |                                      |                                      |                                      |
| Rekordübersicht mit gemischt ermittelten Zeiten |                                      |                                      |                                      |                                      |
| Weltrekord                                      | 13,0 s                               | Guy Drut ( Frankreich)               | Berlin, BR Deutschland               | 22. August 1975                      |
| Olympischer Rekord                              | 13,2 s                               | Rod Milburn ( USA)                   | Finale OS München, BR Deutschland    | 7. September 1972                    |

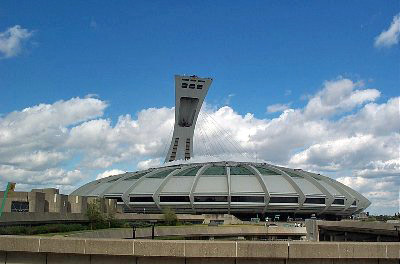
Das Olympiastadion in Montreal

Weder der auf Zehntelsekunden gerundete noch der rein elektronische bestehende olympische Rekord – letzterer gleichzeitig Weltrekord – wurde bei diesen Spielen erreicht. Im schnellsten Rennen, dem Finale, verfehlte der französische Olympiasieger Guy Drut den auf Zehntelsekunden gerundeten Rekord um eine Zehntelsekunde und den rein elektronischen Rekord um sechs Hundertstelsekunden.

## Durchführung des Wettbewerbs
Die Athleten traten am 26. Juli zu drei Vorläufen an. Die jeweils fünf Laufbeten – hellblau unterlegt – und der nachfolgend Zeitschnellste – hellgrün unterlegt – erreichten das Halbfinale am 28. Juli. Hieraus qualifizierten sich die vier Laufbesten – hellblau unterlegt – für das Finale, das am selben Tag stattfand.

## Zeitplan
26. Juli, 10:00 Uhr: Vorläufe

28. Juli, 14:30 Uhr: Halbfinale

28. Juli, 17:50 Uhr: Finale
Anmerkung:
Alle Zeiten sind in Ortszeit Montreal (UTC−5) angegeben.

## Vorrunde
Datum: 26. Juli 1976, ab 10:00 Uhr

### Vorlauf 1
Wind: ±0,00 m/s
| Platz | Name                    | Nation              | Zeit    |
| ----- | ----------------------- | ------------------- | ------- |
| 1     | Charles Foster          | USA                 | 13,68 s |
| 2     | Berwyn Price            | Großbritannien      | 13,82 s |
| 3     | Wjatscheslaw Kulebjakin | Sowjetunion         | 13,99 s |
| 4     | Jean-Pierre Corval      | Frankreich          | 14,00 s |
| 5     | Frank Siebeck           | DDR                 | 14,01 s |
| 6     | Gianni Ronconi          | Italien             | 14,10 s |
| 7     | Abdoulaye Sarr          | Senegal             | 14,20 s |
| 8     | Conrad Mainwaring       | Antigua und Barbuda | 15,54 s |

### Vorlauf 2
Wind: ±0,00 m/s
| Platz | Name              | Nation       | Zeit    |
| ----- | ----------------- | ------------ | ------- |
| 1     | Willie Davenport  | USA          | 13,70 s |
| 2     | Alejandro Casañas | Kuba         | 13,73 s |
| 3     | Guy Drut          | Frankreich   | 14,04 s |
| 4     | Arnaldo Bristol   | Puerto Rico  | 14,04 s |
| 5     | Ishtiaq Mubarak   | Malaysia     | 14,27 s |
| 6     | Stratos Vasileiou | Griechenland | 14,33 s |
| 7     | José Cartas       | Mexiko       | 14,56 s |
| DNF   | Max Binnington    | Australien   |         |

### Vorlauf 3
Wind: ±0,00 m/s
| Platz | Name             | Nation      | Zeit    |
| ----- | ---------------- | ----------- | ------- |
| 1     | Thomas Munkelt   | DDR         | 13,69 s |
| 2     | Wiktor Mjasnikow | Sowjetunion | 13,81 s |
| 3     | Giuseppe Buttari | Italien     | 13,88 s |
| 4     | Warren Parr      | Australien  | 14,02 s |
| 5     | James Owens      | USA         | 14,03 s |
| 6     | Danny Smith      | Bahamas     | 14,13 s |
| 7     | Daniel Taillon   | Kanada      | 14,23 s |
| 8     | Saleh Faraj      | Kuwait      | 15,97 s |

## Halbfinale
Datum: 28. Juli 1976, ab 14:30 Uhr

### Lauf 1
Wind: ±0,00 m/s
| Platz | Name               | Nation         | Zeit    |
| ----- | ------------------ | -------------- | ------- |
| 1     | Charles Foster     | USA            | 13,45 s |
| 2     | Thomas Munkelt     | DDR            | 13,48 s |
| 3     | Wiktor Mjasnikow   | Sowjetunion    | 13,70 s |
| 4     | James Owens        | USA            | 13,76 s |
| 5     | Berwyn Price       | Großbritannien | 13,78 s |
| 6     | Warren Parr        | Australien     | 13,88 s |
| 7     | Jean-Pierre Corval | Frankreich     | 13,97 s |
| 8     | Gianni Ronconi     | Italien        | 13,97 s |

### Lauf 2
Wind: +0,02 m/s
| Platz | Name                    | Nation      | Zeit    |
| ----- | ----------------------- | ----------- | ------- |
| 1     | Alejandro Casañas       | Kuba        | 13,34 s |
| 2     | Guy Drut                | Frankreich  | 13,49 s |
| 3     | Willie Davenport        | USA         | 13,55 s |
| 4     | Wjatscheslaw Kulebjakin | Sowjetunion | 13,59 s |
| 5     | Frank Siebeck           | DDR         | 13,74 s |
| 6     | Arnaldo Bristol         | Puerto Rico | 13,98 s |
| 7     | Giuseppe Buttari        | Italien     | 14,06 s |
| 8     | Ishtiaq Mubarak         | Malaysia    | 14,21 s |

## Finale

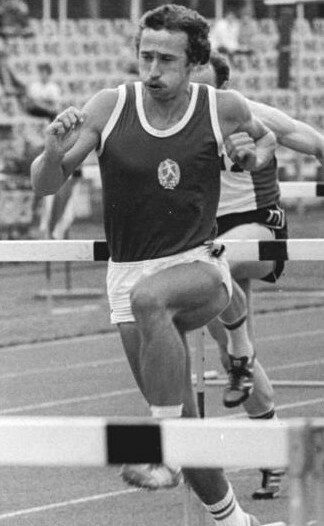
Thomas Munkelt belegte
im Finale Rang fünf

Wind: ±0,00 m/s
Datum: 28. Juli 1976, 17:50 Uhr
| Platz | Name                    | Nation      | Zeit    |
| ----- | ----------------------- | ----------- | ------- |
| 1     | Guy Drut                | Frankreich  | 13,30 s |
| 2     | Alejandro Casañas       | Kuba        | 13,33 s |
| 3     | Willie Davenport        | USA         | 13,38 s |
| 4     | Charles Foster          | USA         | 13,41 s |
| 5     | Thomas Munkelt          | DDR         | 13,44 s |
| 6     | James Owens             | USA         | 13,73 s |
| 7     | Wjatscheslaw Kulebjakin | Sowjetunion | 13,93 s |
| 8     | Wiktor Mjasnikow        | Sowjetunion | 13,94 s |

Erstmals lag die Favoritenrolle nicht bei einem US-Läufer. Als Kandidat für den Olympiasieg wurde der Franzose Guy Drut, Europameister von 1974 und Silbermedaillengewinner der Spiele von München 1972, gehandelt. Als Herausforderer galt zunächst vor allem der Kubaner Casañas. Die beiden trafen sowohl in der Vorrunde als auch im Halbfinale aufeinander. In der Vorrunde, die beide nicht mit vollem Einsatz angingen, belegte Casañas Platz zwei hinter dem späteren Bronzemedaillengewinner Willie Davenport, Drut war hier Dritter. Auch das Halbfinale sah alle drei späteren Medaillengewinner in einem Lauf. Diesmal siegte Casañas vor Drut und Davenport. Nach dieser Entwicklung musste Davenport durchaus wieder als Medaillenkandidat gesehen werden. Er hatte bereits 1964 an den Olympischen Spielen teilgenommen, war dort aber im Halbfinale ausgeschieden. 1968 war er Olympiasieger und 1972 Olympiavierter geworden. Im anderen Halbfinale hatten Davenports Landsmann Charles Foster und DDR-Läufer Thomas Munkelt überzeugt, sodass sie ebenfalls als Medaillenanwärter in Frage kamen.
Im Finale hatte Foster den besten Start. Auf der Strecke ging es äußerst eng zu. Davenport lag gleich hinter Foster. Immer besser ins Rennen kam Drut, der sich eine deutliche Führung erarbeitete. Casañas kam zum Schluss noch einmal gefährlich auf, aber Guy Drut brachte einen Vorsprung von drei Hundertstelsekunden ins Ziel und wurde Olympiasieger vor Alejandro Casañas. An den elektronischen Welt- und olympischen Rekord des US-Amerikaners Rod Milburn kam Drut nicht heran. Willie Davenport gewann weitere fünf Hundertstelsekunden zurück Bronze. Er nahm hier zum vierten Mal an Olympischen Spielen teil. Eine fünfte Teilnahme fand 1980 bei den Olympischen Winterspielen 1980 von Lake Placid statt, als Davenport im US-amerikanischen Viererbob USA I startete.
Nach neun US-Siegen in Folge – insgesamt waren es fünfzehn – gewann mit Guy Drut erstmals ein Franzose und erstmals überhaupt ein Europäer den 110-Meter-Hürdenlauf.

Alejandro Casañas errang die erste kubanische Medaille in dieser Disziplin.

Bisher gab es in jedem olympischen Finale zumindest eine Medaille für einen US-Läufer. Davenport gewann die vierzigste US-Medaille im Hürdensprint.

## Videolinks
- 1976 Montreal olympic 110hs final, veröffentlicht am 26. Dezember 2009 auf youtube.com, abgerufen am 14. Dezember 2017
- Montreal Olympic Games Highlights - Second Part - Colour, Bereich 4:13 min bis 4:33 min, youtube.com, abgerufen am 10. Oktober 2021
- SYND 29 7 76 Olympic Men’s 110m Hurdle Final, 3000m Steeplechase, Hammer Throw, youtube.com, abgerufen am 10. Oktober 2021